# Florane
Louis Marie Émile Blanchard dit Florane, né le 7 novembre 1871 à Castanet-Tolosan et mort le 17 octobre 1939 à Montvicq, est un artiste peintre, dessinateur et illustrateur français.

## Biographie
Louis Blanchard est le fils d'Antoinette Blondet et de Jean-Pierre Blanchard, instituteur. Il entre à l'école des beaux-arts de Toulouse puis épouse Joséphine « Jo » Floranne, qui lui inspire son nom d'artiste.
Entre 1901 et 1910, il est à Paris où il se fait connaître en tant qu'illustrateur. D'abord pour l'hebdomadaire humoristique Le Rire auquel il livre des « bandes dessinées », puis pour L'Assiette au beurre, coordonnant notamment deux numéros, à savoir « Monstres et satyres » sur un texte de Laurent Tailhade (n° 122 du 1er août 1903) et « Le Sanatorium » (n° 233 du 16 septembre 1905). Il livre aussi des dessins pour La Caricature (1902), Le Frou-frou, Sans-Gêne, Le Témoin, Le Continental, Les Temps nouveaux, et compose les couvertures de quelques Gil Blas illustré. Cette période est plutôt faste pour Florane qui est contacté par des éditeurs littéraires pour dessiner des couvertures d'ouvrages mais aussi des vignettes et des illustrations intérieures. Ses amis proches sont Charles Léandre et Steinlen et pour faire vivre sa petite famille il donne des cours de peinture à des particuliers.
Durant la Première Guerre mondiale, Florane est mobilisé comme infirmier à Lavault-Sainte-Anne. Après 1918, il enseigne le dessin à Montluçon ; il a pour élève Louis Morlon. En 1926, il livre six planches en couleurs à Paris-Noël. Il renoue aussi avec les anciens du Salon des humoristes où il avait exposé en 1912 et avait été remarqué par Guillaume Apollinaire, puis ses toiles sont présentées au Salon des artistes français : en 1935, son Cabaret villageois est acheté par l’État pour le musée de Montluçon.
Florane a peint durant ses nombreux voyages les paysages de Touraine, de Bretagne, de Provence et Côte d’Azur, mais aussi de Toscane et d'Ombrie en 1931, de Naples, etc., et cette année-là, il dessine les vitraux de la chapelle des sœurs de la clinique Saint-François de Montluçon (clinique fondée par le docteur Henri Rigondet), que réalise le maître verrier Francis Chigot. Le chirurgien-urologue Georges Rigondet, fils de Henri Rigondet, a permis la donation de ces vitraux à la ville de Montluçon. Un grand tableau de Florane, représentant saint François, est visible dans l'entrée de l'hôpital privé Saint-François de Montluçon.
Il est enterré au cimetière de Montvicq (Allier).
Une rue de Montluçon porte son nom depuis 1959.

## Ouvrages illustrés
- Raoul Ralph & Laurent Tailhade, Son importance Auguste Pluchon, Paris, Offenstadt, 1902, avec 26 illustrations.
- Apulée, L’Amante du faune, coll. Ibis, Paris, Offenstadt, 1902, avec 24 planches.
- Curnonsky (& Paul-Jean Toulet), Demi-Veuve, Paris, A. Méricant, 1905, avec 28 planches[4].
- Ernest Montusès, Les Jardins de la douleur, poèmes, Paris, Société mutuelle d’édition, 1918.
- Sur le vif, préface de Charles Léandre, Montluçon, Imprimerie Bouché, 1930, suite de 30 portraits.
- Au pays du Poverello. Adriatique. Ombrie. Toscane, 30 dessins rapportés d'Italie, par Florane préfacés par André Gervais (1891-1962), Paris, Les Éditions du Cerf-Volant, 1931.
- Henry Moine, Recueil, Charroux, Éd. des Cahiers bourbonnais, 1990.

## Expositions
- 1957 : Rétrospective, Les Amis de Montluçon.
- 2009 : Florane (1869-1939), association Abarejadis / musée du Vieux Castanet[5].